# Naoto Hayasaka
Naoto Hayasaka (Saitama, Japón, 1995) es un gimnasta artístico japonés, campeón del mundo en Glasgow 2015 en el concurso por equipos.

## 2015
Campeón del mundo junto con su equipo en el Mundial de Glasgow 2015. Japón quedó por delante de Reino Unido (plata) y China (bronce); sus cinco compañeros de equipo fueron: Ryohei Kato, Kazuma Kaya, Kenzo Shirai, Yusuke Tanaka y Kohei Uchimura.